# Ștefan Ionescu (hocheist)
Ștefan Ionescu (n. 17 februarie 1935, București, România – d. 30 octombrie 2022) a fost un jucător și antrenor român de hochei pe gheață.

## Carieră
A jucat din 1951 pentru Steagul Roșu Brașov. În 1954 fundașul s-a transferat la CSA Steaua cu echipa căruia a câștigăt de nouă ori campionatul național. A avut 150 de selecții la echipa națională și a participat la nouă Campionate Mondiale (în grupele valorice B și C) și la Jocurile Olimpice din 1964 și 1968.
După retragerea sa din activitate Ștefan Ionescu a devenit antrenor. A pregătit echipa națională de juniori și în 1974 a preluat echipa națională. Sub conducerea lui echipa a obținut locul șapte la Jocurile Olimpice din 1976 de la Innsbruck. În același an naționala a câștigă locul I în grupa B a CM. Astfel a participat în 1977 în grupa A, la Campionatul Mondial de la Viena, unde România a retrogradat cu toată că a învins SUA cu 5-4. La Jocurile Olimpice de la Lake Placid din 1980 echipa României s-a clasat din nou pe locul șapte.
Din 1980 Ionescu a lucrat în străinătate, în Spania și Elveția,  și a fost antrenor la HC Vizcaya Bilbao, cu care a câștigat de două ori titlul național, 1981 și 1982, HC Morges (1982-1984), EHC Biel (1984-1988), EHC Arosa (1988-1989) și HC Saint-Imier (1989-91).
A decedat în 2022 la vârsta de 87 de ani.

## Legături externe
- Mihai Toma, Povești spectaculoase cu Nelu Ionescu, Libertatea, 18 mai 2019
- Ștefan Ionescu la Comitetul Olimpic și Sportiv Român (arhivat)
- en Ștefan Ionescu la Olympedia.org
- en  Ștefan Ionescu la eliteprospects.com